# Priesterseminar Osnabrück
Das Priesterseminar Osnabrück ist eine Institution zur Ausbildung katholischer Priester. Es befindet sich an der Großen Domsfreiheit im Stadtteil Innenstadt.

## Geschichte
Zur Vor- und Weiterbildung künftiger Priester in der Diözese Osnabrück wurde 1628 entsprechend den Bestimmungen des Konzils von Trient ein Seminar gegründet, das mit Unterbrechungen und Weiterentwicklungen seine Aufgabe bis heute erfüllt. 1859 wurde es nach den Umbrüchen der Säkularisation neu errichtet. Das heutige Gebäude entstand 1890–92 nach Plänen des Dom- und Diözesanbaumeisters Alexander Behnes.

## Organisation und Ausbildung
Die Kandidaten erhalten heute in der Regel ihre wissenschaftliche Ausbildung an einer Universität oder Hochschule in Deutschland oder in Rom. Die Begleitung und die praktische Ausbildung geschieht mittlerweile in Zusammenarbeit mit weiteren Diözesen, die sich zu einem gemeinsamen Pastoralkurs zusammengeschlossen haben. Die Diözese Osnabrück als Einsatzgebiet umfasst neben traditionell katholischen und gemischt-konfessionellen Regionen auch ausgesprochene Diasporagebiete und die Stadt Bremen. Die Zusammenarbeit mit anderen kirchlichen Mitarbeitern, mit vielen Ehrenamtlichen und mit den Gemeinden verlangt eine gute Grundlegung. Die gesellschaftlichen Entwicklungen stellen die angehenden Priester vor die Aufgabe, entsprechende Elemente des Glaubens-, Frömmigkeits- und Gemeindelebens bereitzustellen und zu pflegen.
Das Studium der Osnabrücker Priesterkandidaten findet heute größtenteils in Münster oder Frankfurt am Main statt.
Aufgrund der sinkenden Priesterzahlen wird das Gebäude heute zusätzlich auch als Ausbildungs- und Tagungshaus für andere pastorale Berufe genutzt. Ferner befinden sich die Medienstelle des Bistums sowie die Diözesanbibliothek im Gebäude.